# Pejzaż z bohaterem
Pejzaż z bohaterem – polski film obyczajowy z 1970 roku w reżyserii Włodzimierza Haupe.

## Opis fabuły
Rafał Wilczewski (Gustaw Holoubek) uczy historii. Jest dobrze wykształcony i kulturalny, ale nie umie nawiązać kontaktu ani z kolegami po fachu, ani z uczniami. Rozgoryczony wyjeżdża i podejmuje pracę w szkole na prowincji. Kiedy okazuje się, że młodzież wszędzie jest taka sama, wpada na pomysł. Przedstawia się swoim nowym uczniom jako bohater II wojny światowej. Wieść roznosi się po miasteczku.

## Obsada
- Gustaw Holoubek jako Rafał Wilczewski
- Wojciech Siemion jako Dziobała
- Barbara Wrzesińska jako Maryla Mazurek
- Henryk Bąk jako Nowak
- Hanna Skarżanka jako Wałaszkowa
- Monika Sołubianka jako dziewczyna pytająca o nazwę miasteczka
- Jolanta Lothe jako pasażerka w pociągu
- Jaga Boryta jako lekarka badająca Piotrowskiego
- Aleksander Gąssowski jako nauczyciel w Warszawie
- Witold Dębicki jako Bienia, uczeń Wilczewskiego w miasteczku

i inni